# Düsseldorf-Marathon
Der Düsseldorf-Marathon (nach dem Hauptsponsor ab 2025 offiziell Uniper Düsseldorf Marathon genannt; bis 2019 METRO Group Marathon) ist ein Marathon in Düsseldorf, der von 2003 bis 2011 Anfang Mai und von 2012 bis 2019 Ende April stattfand. Seit 2025 wird er erneut Ende April veranstaltet.

## Geschichte
Initiator des Düsseldorf-Marathons war Jan Henning Winschermann, der zu diesem Zweck 2001 den organisierenden Verein Rhein-Marathon-Düsseldorf e. V. gegründet hat. Für diesen Verein liefen auch die deutschen Leichtathleten Carsten Eich und André Pollmächer.
Ab der Veranstaltung 2005 gab es eine eigene Einrad-Wertung (siehe Hauptartikel: Deutsche Einrad-Marathon-Meisterschaft). Die Einradfahrer starteten gemeinsam mit den Handbikern. Gefahren wurde in zwei Klassen: einer Standardklasse (Raddurchmesser max. 733 mm, Kurbellänge min. 114 mm, Übersetzung 1:1) und einer Unlimited Klasse (größere Räder, kürzere Kurbeln und Getriebeübersetzung sind erlaubt). Das Rennen wurde als Internationale Deutsche Einrad-Marathon-Meisterschaft gewertet. Ab 2015 lässt der Veranstalter keinen Einradmarathon mehr zu. Die Handbiker wollten ihren Handbike-Trophy Cup in Düsseldorf nicht mehr austragen, somit fiel diese Disziplin weg.
Zu den Veranstaltungen 2006 und 2008 wurde der ursprüngliche Streckenverlauf geändert.
Nach der Übernahme der Veranstaltung durch die belgische Golazo-Gruppe im Jahr 2016 schied das ursprüngliche Organisationsteam im Jahr 2018 komplett aus.
In den Jahren 2018 und 2019 fanden im Rahmen des Düsseldorf-Marathons die Deutschen Marathon-Meisterschaften statt. 2019 wurde außerdem zum ersten Mal ein Halbmarathon im Rahmen des Düsseldorf-Marathons ausgetragen.
2020 und 2021 konnte die Veranstaltung wegen der Covid-19-Pandemie nicht stattfinden. Auch der für das Jahr 2022 geplante Termin wurde abgesagt bzw. auf einen unbestimmten Tag verschoben. Viele erhielten ihr für 2022 gezahltes Startgeld nicht zurück. In den Jahren 2023 und 2024 fand ebenfalls kein Düsseldorf-Marathon statt.
Nach der sechsjährigen Pause fand die nächste Austragung am 27. April 2025 statt. Das Unternehmen Uniper fungiert für mindestens drei Jahre als Namensgeber. Organisiert und durchgeführt wurde die Veranstaltung im Jahr 2025 von der städtischen Veranstaltungstochter D.LIVE.

## Strecke
Die Strecke verläuft bis auf die Rheinüberquerungen auf einem flachen Rundkurs. Nach dem Start am Joseph-Beuys-Ufer nördlich der Altstadt führt die überwiegend flache Strecke entlang des Rheins in Richtung Düsseldorfer Messe und Nordpark, bevor nach ca. fünf Kilometern die erste Verpflegungsstelle in Höhe des Aquazoos passiert wird. Danach geht es weiter in Richtung Innenstadt, bevor die Strecke kurz nach Kilometer 13 über die Oberkasseler Brücke auf die andere Seite des Rheins führt. Nach einer Schleife durch Oberkassel und der Halbmarathon-Marke geht es wieder über den Rhein in Richtung Königsallee. Von dort aus führt der Streckenverlauf am Zoopark vorbei und nimmt Kurs in Richtung Medienhafen. Nach einer weiteren Schleife über die Königsallee geht es auf die letzten Kilometer in Richtung Ziel an der unteren Rheinwerft. Das Ziel befindet sich direkt in der Altstadt.
Gelaufen werden können beim Uniper Düsseldorf-Marathon auch ein Staffellauf sowie der Halbmarathon und der Kids Run.

## Statistik

### Streckenrekorde
- Männer: 2:07:48 h, Dereje Debele Tulu (ETH), 2013
- Frauen: 2:25:23 h, Leah Jeruto (KEN), 2025

### Siegerliste

#### Marathon
| Datum         | Männer                          | Nation             | Zeit    | Frauen                 | Nation             | Zeit    |
| ------------- | ------------------------------- | ------------------ | ------- | ---------------------- | ------------------ | ------- |
| 27. Apr. 2025 | Alex Maier                      | Vereinigte Staaten | 2:08:32 | Leah Jeruto            | Kenia              | 2:25:23 |
| 28. Apr. 2019 | Tom Gröschel                    | Deutschland        | 2:13:49 | Anja Scherl            | Deutschland        | 2:32:55 |
| 29. Apr. 2018 | Gilbert Yegon -2-               | Kenia              | 2:13:55 | Wolha Masuronak        | Belarus            | 2:25:25 |
| 30. Apr. 2017 | Robert Chemonges                | Uganda             | 2:10:32 | Doroteia Alves Peixoto | Portugal           | 2:32:00 |
| 22. Apr. 2016 | Japhet Kosgei                   | Kenia              | 2:10:46 | Zsofia Erdelyi         | Ungarn             | 2:35:34 |
| 26. Apr. 2015 | Marius Ionescu                  | Rumänien           | 2:13:19 | Annie Bersagel -2-     | Vereinigte Staaten | 2:28:29 |
| 27. Apr. 2014 | Gilbert Yegon                   | Kenia              | 2:08:07 | Annie Bersagel         | Vereinigte Staaten | 2:28:59 |
| 28. Apr. 2013 | Dereje Debele Tulu              | Äthiopien          | 2:07:48 | Melkam Gizaw           | Äthiopien          | 2:26:24 |
| 29. Apr. 2012 | Dibaba Tola                     | Äthiopien          | 2:08:27 | Agnes Jeruto Barsosio  | Kenia              | 2:25:49 |
| 8. Mai 2011   | Nahashon Kimaiyo                | Kenia              | 2:10:54 | Merima Mohammed        | Äthiopien          | 2:28:15 |
| 2. Mai 2010   | Iaroslav Mușinschi              | Moldau             | 2:08:32 | Natalja Wolgina        | Russland           | 2:30:47 |
| 3. Mai 2009   | David Kiprono Langat            | Kenia              | 2:10:46 | Susanne Hahn           | Deutschland        | 2:29:26 |
| 4. Mai 2008   | Yaser Belal Mansour (Yator) -2- | Katar              | 2:11:15 | Melanie Kraus          | Deutschland        | 2:33:36 |
| 6. Mai 2007   | Bellor Minigwo Yator            | Kenia              | 2:09:47 | Luminita Zaituc -3-    | Deutschland        | 2:29:37 |
| 7. Mai 2006   | Julius Kiptum Rop               | Kenia              | 2:15:56 | Luminita Zaituc -2-    | Deutschland        | 2:34:53 |
| 8. Mai 2005   | Alan Wendell Silva              | Brasilien          | 2:17:19 | Luminita Zaituc        | Deutschland        | 2:26:44 |
| 2. Mai 2004   | Carsten Eich                    | Deutschland        | 2:14:06 | Dorota Ustianowska     | Polen              | 2:39:41 |
| 4. Mai 2003   | Gideon Koech                    | Kenia              | 2:20:45 | Joyce Kandie           | Kenia              | 2:55:44 |

#### Halbmarathon
| Datum         | Männer               | Nation      | Zeit    | Frauen          | Nation      | Zeit    |
| ------------- | -------------------- | ----------- | ------- | --------------- | ----------- | ------- |
| 27. Apr. 2025 | Florian Neuschwander | Deutschland | 1:07:11 | Esther Pfeiffer | Deutschland | 1:09:43 |